# Памятник Ленину на ВДНХ
Памятник Владимиру Ильичу Ленину на территории Выставки достижений народного хозяйства (сокр. ВДНХ, в 1992—2014 годах — Всероссийский выставочный центр) был установлен в 1954 году. В настоящее время располагается на площади перед Главным павильоном ВДНХ. Скульптор — дважды лауреат Сталинской премии П. П. Яцыно, архитектор — Р. Р. Гаспарян. Является объектом культурного наследия регионального значения.

## История
Памятник был установлен в 1954 году. Первоначально он располагался у входа в Главный павильон ВДНХ «в паре» со скульптурой И. В. Сталину (они стояли по сторонам от входа симметрично). После XXII съезда КПСС скульптура Сталина была убрана, а памятник Ленину перенесён внутрь экспозиции Главного павильона. В 1967 году памятник Ленину был установлен на площади перед Главным павильоном.
В июле 2016 года были осуществлены масштабные реставрационные работы, в том числе очистка от различных видов загрязнений и уплотнение патины на скульптуре.